# نیفتی گیت‌وی
نیفتی گیت‌وی (انگلیسی: Nifty Gateway) پلتفرم مبتنی بر اتریوم برای مزایده رمز غیرمثلی است. این شرکت در سال ۲۰۱۸ توسط برادران Cock Foster ایجاد شد.
در مارس ۲۰۲۱، نیفتی گیت‌وی همکاری خود را با خانه حراج ساتبیز آغاز کرد.